# Мост святого Эльма
Мост святого Эльма (англ. St. Elmo Bridge) ― однопролетный стальной пешеходный мост, находящийся в Валлетте. Ведёт от побережья форта святого Эльма к волнорезу возле Великой гавани. Был построен в 2011–2012 годах по проекту испанского архитектурного бюро Arenas & Asociados.

## История
Мост святого Эльма стоит на месте более старого моста, построенного в 1906 году и разрушенного во время Второй мировой войны 26 июля 1941 года. Старый мост имел конструкцию, аналогичную нынешней, но имел два пролёта вместо одного.
После реконструкции мост вызвал неоднозначную реакцию общественности: некоторые хвалили его дизайн и тот факт, что он был восстановлен по старым фотографиям, в то время как другие не сильно одобрили стоимость строительства и назвали его «мостом в никуда».

## Описание
Стальной мост весит 190 тонн, имеет длину 70 метров и ширину 5,5 метра. У деталей моста асимметричное Г-образное поперечное сечение. В настоящий момент сохранились остатки опор старого моста, но они не соединены с новой конструкцией.

## Галерея

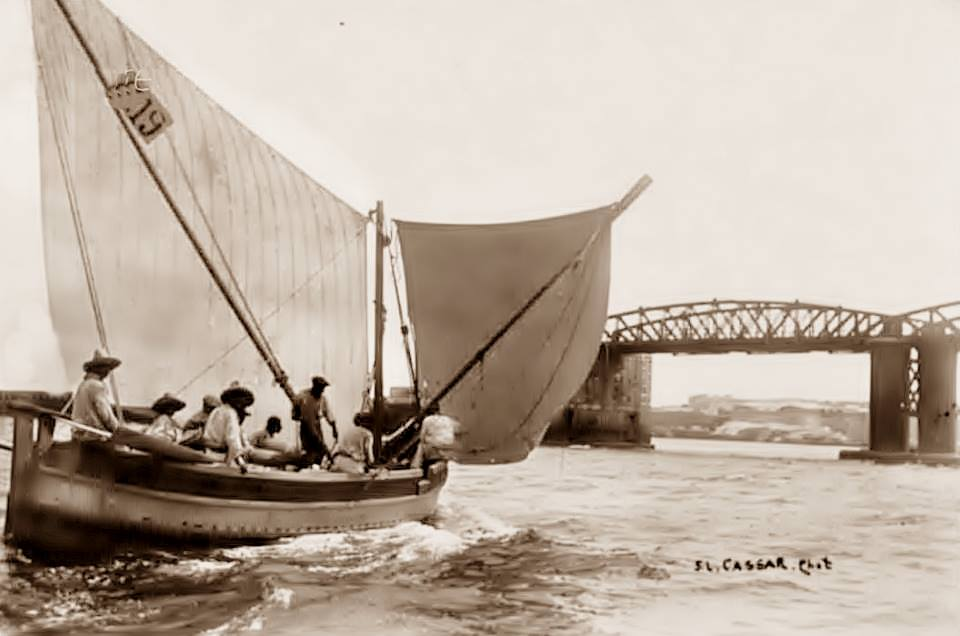
Фото начала 20 века
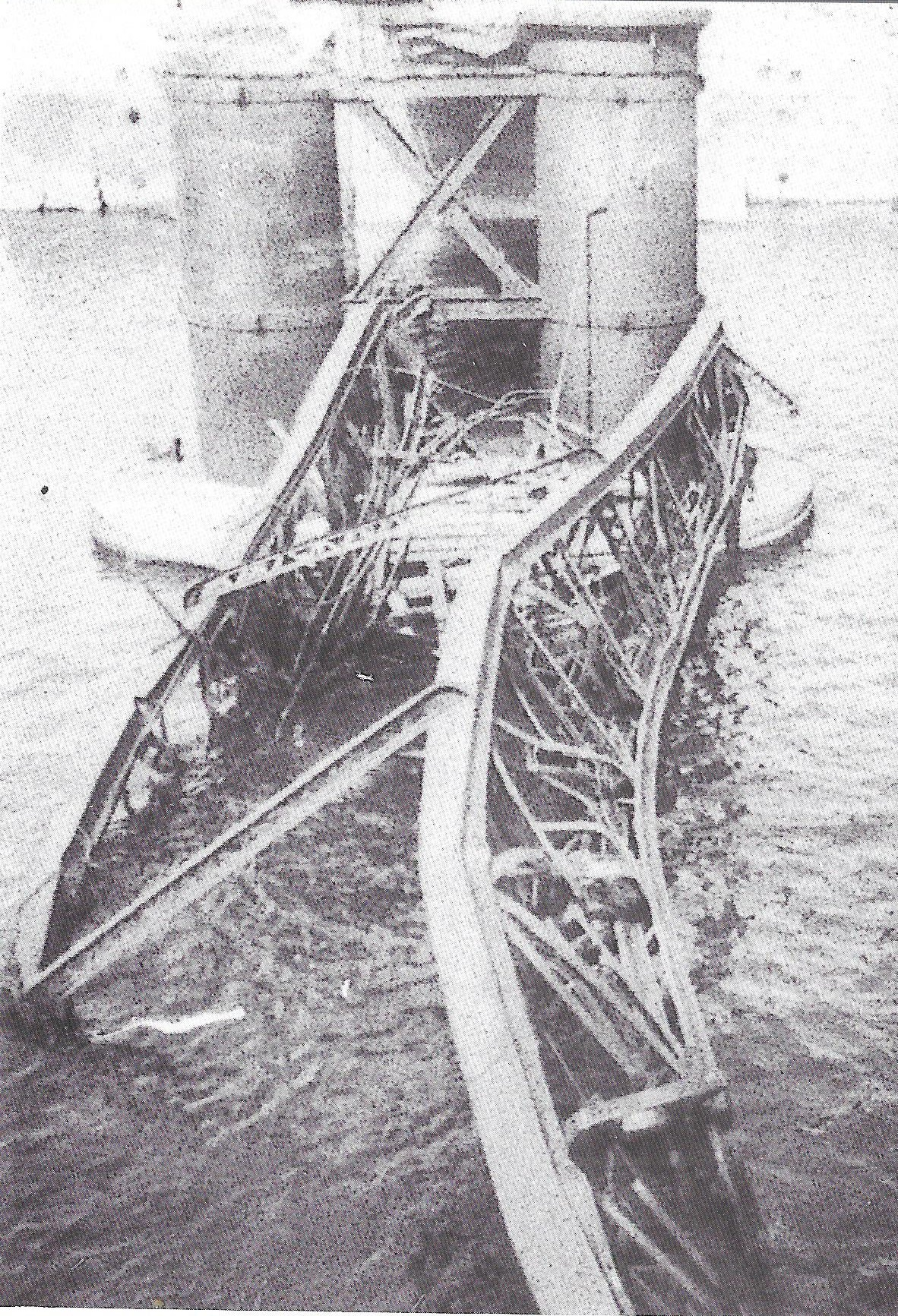
Мост после разрушения
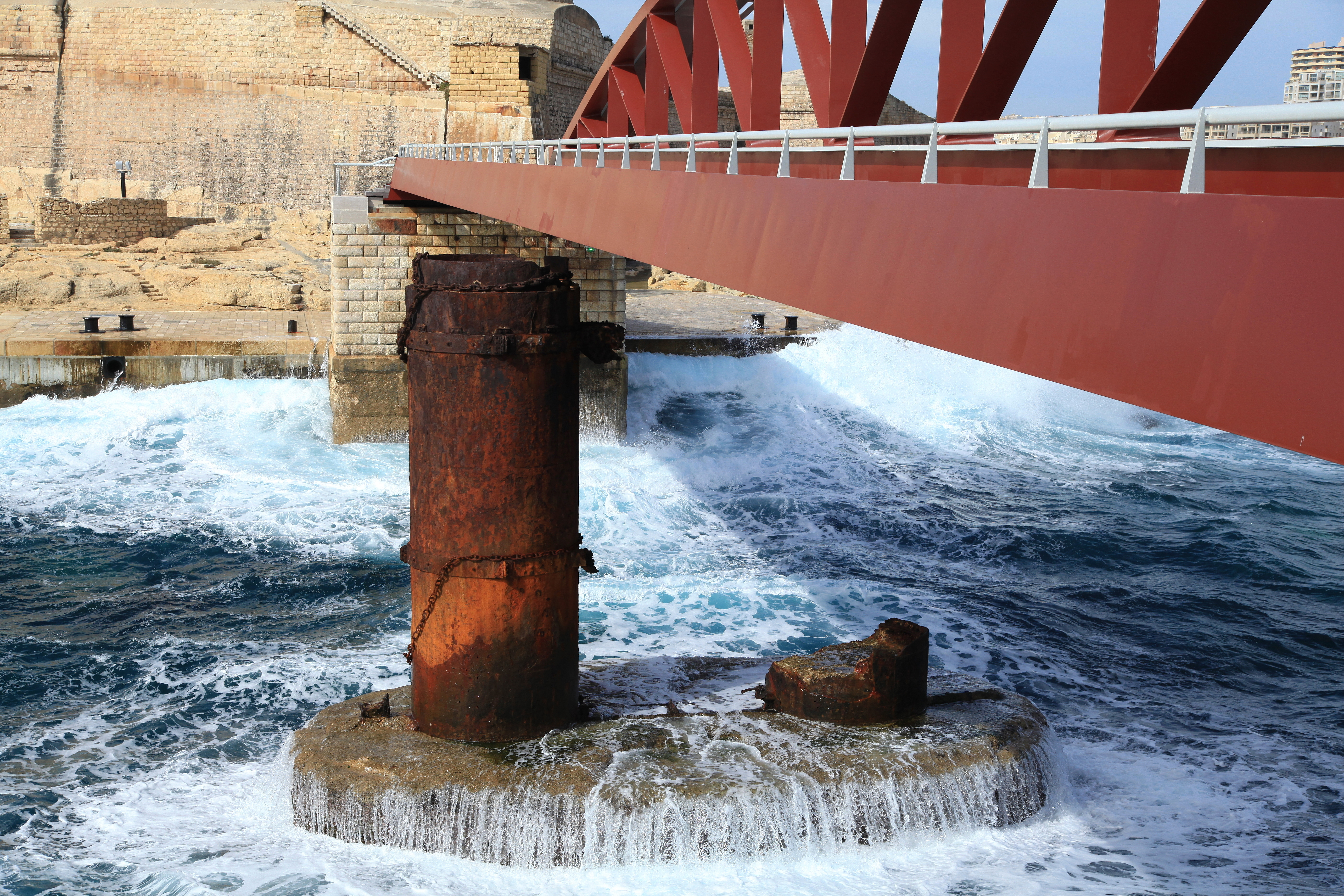
Опоры старого моста
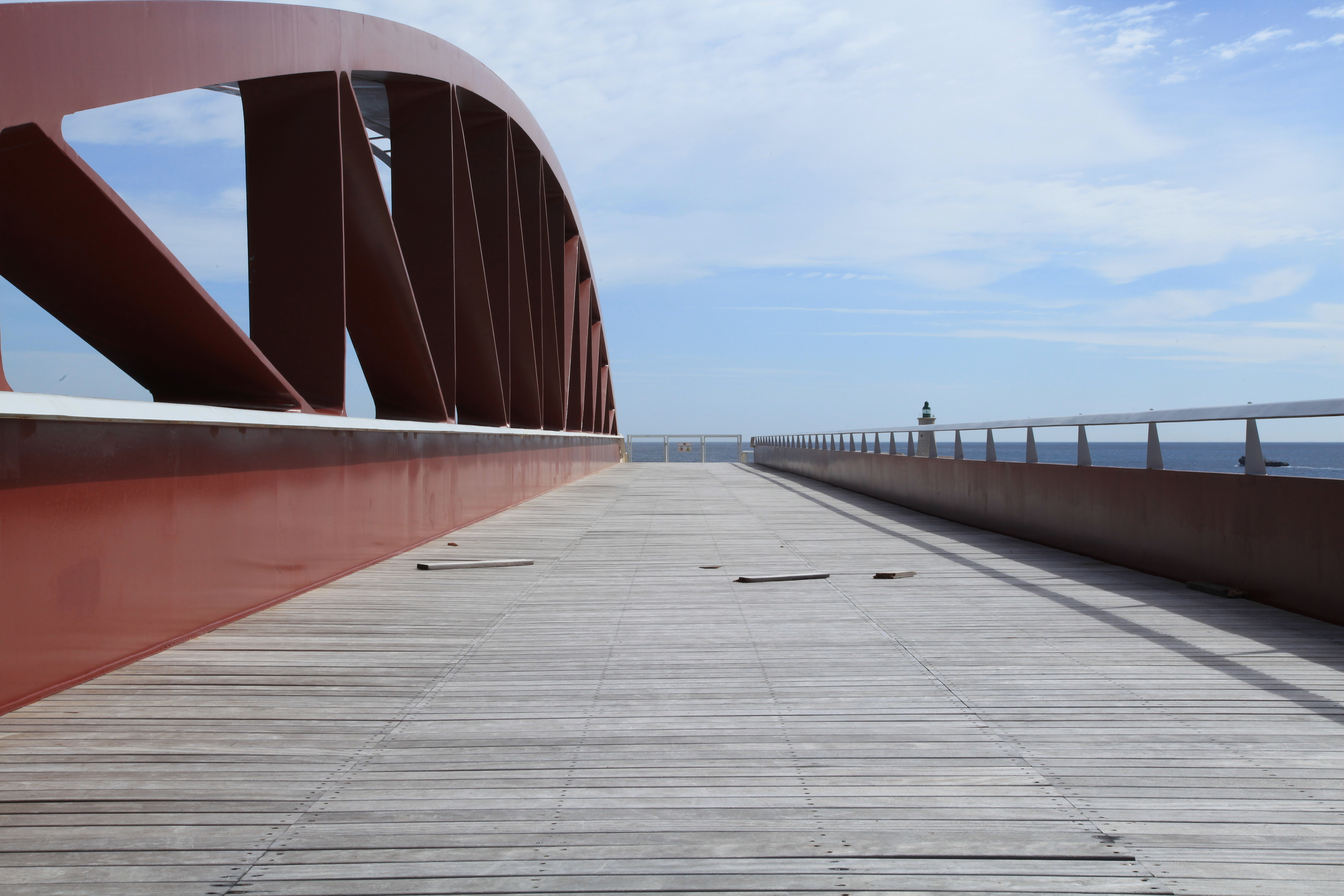
Современный мост